# Kaimur (Distrikt)
Der Distrikt Kaimur (Hindi कैमूर जिला, Urdu کیمور ضلع), 1991 bis 1994 Distrikt Bhabua, ist ein Distrikt im indischen Bundesstaat Bihar. Sitz der Verwaltung ist die Stadt Bhabua.

## Geographie
Der Distrikt Kaimur liegt im Südwesten Bihars und grenzt an die benachbarten Bundesstaaten Uttar Pradesh (im Westen) und Jharkhand (im Süden). Die Grenze zu Jharkhand wird ungefähr durch den Fluss Son, einen Zufluss des Ganges gebildet. Geomorphologisch zerfällt der Distrikt in zwei Bereiche: eine relativ flache Schwemmebene im Norden mit einer Höhe über dem Meeresspiegel von 80 bis 135 m und die Bhabua-Hochebene im Süden mit einer Höhe von bis zu 500 m.

## Geschichte

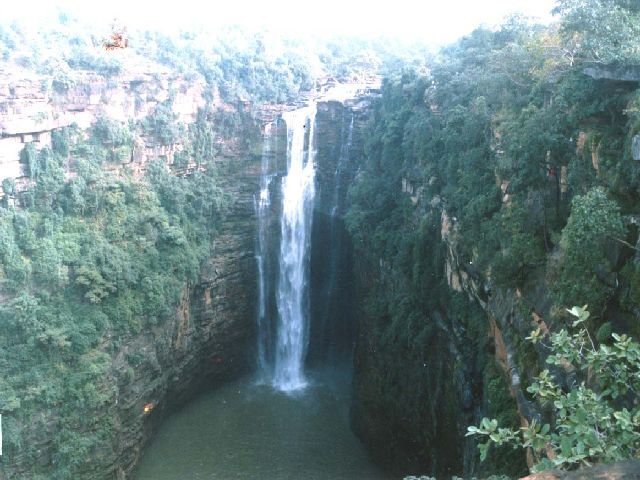
Telhar-Wasserfall mit etwa 80 m Fallhöhe

Kaimur wurde am 17. März 1991 zu einem Distrikt, als es vom Distrikt Rohtas getrennt wurde. Der Distrikt Rohtas wiederum war 1972 durch Aufteilung des ehemaligen Distrikts Shahabad entstanden. Der Distriktname lautete zunächst Bhabua und wurde am 17. März 1994 in Kaimur geändert.
Der Distrikt wird heute zum naxalitisch-kommunistisch beeinflussten „Roten Korridor“ gerechnet, gilt allerdings als weniger betroffen.

## Bevölkerung
Die Einwohnerzahl lag 2011 bei 1.626.384. Die Bevölkerungswachstumsrate im Zeitraum von 2001 bis 2011 betrug 26,17 % und lag damit sehr hoch. Khagaria hat ein Geschlechterverhältnis von 920 Frauen pro 1000 Männer und damit einen für Indien üblichen Männerüberschuss. Der Distrikt hatte im Jahr 2011 eine Alphabetisierungsrate von 69,34 %, eine Steigerung um knapp 14 Prozentpunkte gegenüber dem Jahr 2001. Die Alphabetisierung liegt damit über dem Durchschnitt von Bihar. Knapp 90 % der Bevölkerung sind Hindus und ca. 10 % sind Muslime.
Lediglich 4 % der Bevölkerung leben in Städten.

## Wirtschaft
Die Landwirtschaft bildet die wirtschaftliche Basis. Angebaut werden hauptsächlich Reis, Weizen, Zuckerrohr, Ölsaaten, Hülsenfrüchte und Mais. Ein Großteil erfolgt als Bewässerungslandwirtschaft über zahlreiche Kanäle. Die ansässigen Gewerbebetriebe beschäftigen sich vor allem mit der Verarbeitung landwirtschaftlicher Produkte (z. B. Reismühlen). Kaimur gehört zu den wenigen Distrikten Bihars mit signifikantem Waldanteil.